# Fehér Miklós (kémikus)
Fehér Miklós (Budapest, 1960. november 29. –) magyar kvantumkémikus.

## Tanulmányai
Tanulmányait a Budapesti Műszaki Egyetemen kezdete. PhD fokozatát a Southamptoni Egyetemen szerezte meg úgy, hogy mint a BME utolsó éves hallgatója már megkezdte azt Southamptonban. 1987 és 1990 között a BME munkatársa, és Southamptonban valamint Bázelben posztdoktori ösztöndíjas. 1992-ben kandidátusi, 1997-ben a kémiai tudományok doktora lett.

## Könyvei
- A kvantumkémia alapjai és alkalmazása ISBN 963-16-2776-4 (2002) (Veszprémi Tamással közösen)[6]
- A kvantumkémia alapjai és alkalmazása online (Veszprémi Tamással közösen - Tankönyvtár